# アレクサンドル・フィリペンコ

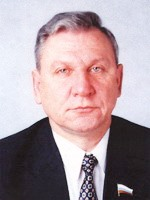
アレクサンドル・フィリペンコ

アレクサンドル・ヴァシリエヴィチ・フィリペンコ（ロシア語: Александр Васильевич Филипенко、Aleksandr Vasilievich Filipenko、1950年5月30日 - ）は、ロシアの政治家。ハンティ・マンシ自治管区知事や会計検査院議長を歴任した。
ソビエト連邦カザフ共和国（現在のカザフスタン）のカラガンダ出身。1967年高校を金メダル授与の優秀な成績で卒業し、工場労働者を経て大学で学んだ後、技師となる。1977年ハンティ・マンシ自治管区党専従となり、建設部長を経て、1982年から1988年同自治管区党委第一副議長、ハンティ・マンシ自治管区党第二書記などを歴任する。1989年ハンティ・マンシ議長。1990年チュメニ州人民代議員に選出される。
1991年ハンティ・マンシ自治管区行政長官に任命される。1993年ロシア連邦議会上院連邦会議議員に選出される。1995年ハンティ・マンシ自治管区知事に就任し、2010年まで務めた。同年、会計検査院議長に転じ、2018年まで在任した。私生活では二人の子、五人の孫がいる。